# Сура Аль-Мурсалят
Сура Аль-Мурсалят (араб. سورة المرسلات‎) або Відіслані — сімдесят сьома сура Корану. Мекканська, містить 50 аятів.